# شركة تشاينا فلم غروب
شركة تشاينا فيلم غروب هي شركة أفلام الأكبر والأكثر تأثيراً في الصين.في 2014 كانت الشركة أكبر موزع للأفلام في الصين حيث استحوذت على نسبة 32.8٪ من السوق.